# 雷加斯特韋雷湖

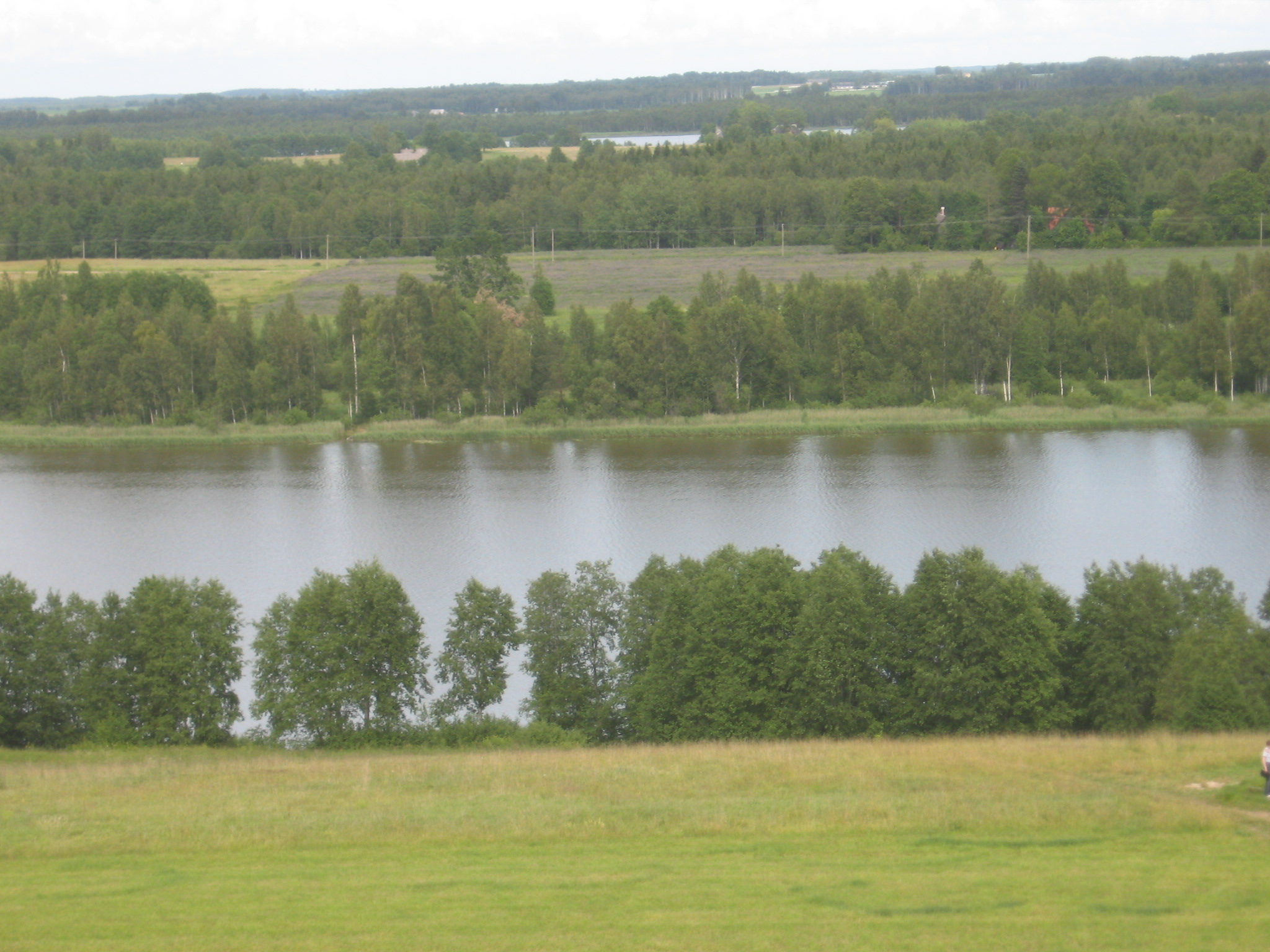

58°35′28″N 26°39′20″E / 58.59111°N 26.65556°E
雷加斯特韋雷湖，是愛沙尼亞的湖泊，位於該國東部，由約格瓦縣負責管轄，長3.8公里、寬0.5公里，面積1.1平方公里，海拔高度55米，平均水深3.2米。